# Вали Сото
Вали Сото (на италиански: Vagli Sotto) е община в Италия, в региона Тоскана, провинция Лука. Общината се намира в планинния район, наречен Гарфаняна, на северната част на провинцията. Населението е около 1200 души (2007).